# آتشکده سفلی
آتشکده سفلی روستایی در دهستان میغان بخش مرکزی شهرستان نهبندان استان خراسان جنوبی ایران است. بر پایه سرشماری عمومی نفوس و مسکن در سال ۱۳۹۰ جمعیت این روستا ۳۶ نفر (در ۱۱ خانوار) بوده است.